# 발렌티노 버버리
발렌티노 버버리(Valentina  Jolie, 2003년 12월 23일~) 이탈리아의 여배우, 모델, 댄서이다.